# Hypolytrum paraense
Hypolytrum paraense é uma espécie do gênero Hypolytrum.

## Taxonomia
A espécie foi descrita em 2002 por Marccus Vinicius da Silva Alves e William Wayt Thomas.

## Forma de vida
É uma espécie rupícola, terrícola e herbácea.

## Descrição
| Caule                            | Caule               |
| -------------------------------- | ------------------- |
| número de colmos                 | 1                   |
| posição do colmo                 | central             |
| Folha                            |                     |
| base da lâmina                   | sem pseudopecíolo   |
| largura da lâmina centímetros    | 1                   |
| Inflorescência                   |                     |
| bráctea basal da sinflorescência | 4                   |
| Fruto                            |                     |
| formato do fruto                 | esferoide/elipsoide |
| comprimento do fruto             | 1                   |

## Distribuição
A espécie é encontrada no estado brasileiro de Pará. Em termos ecológicos, é encontrada nos domínios fitogeográficos de Floresta Amazônica e Cerrado, em regiões com vegetação de cerrado e floresta de terra firme.